# Witterda
Witterda település Németországban, azon belül Türingiában. Lakosainak száma 1066 fő (2023. december 31.).

## Népesség
A település népességének változása:
| Lakosok száma | 1099 | 1090 | 1077 | 1054 | 1066 |
|               | 2017 | 2019 | 2021 | 2022 | 2023 |